# Napszak
A napszakok egy naptári nap rövidebb-hosszabb ideig tartó, a Nap és a Hold állásához viszonyított szakaszai. Az elsősorban csillagászati jelenség az emberi kultúrába ágyazódva ad keretet az élet ritmusához. Bár az egyes napszakok pontos időtartama – így megnevezése is – kultúránként, nyelvenként változhat, a leggyakoribb megnevezések: éjfél, éjszaka, napkelte (hajnal, pirkadat), reggel, délelőtt, dél, délután, szürkület (alkonyat, esthajnal), napnyugta, este, éjszaka. Két napszak csupán egy pillanatot jelöl: az „éjfél” és a 12 órával később bekövetkező „dél”.

## Köszönés
A napszakok említése a hétköznapokban leggyakrabban a köszönés kapcsán kerül szóba. A protokoll szerint 10 óráig (angol nyelvterületen 12 óráig) a jó reggelt! köszönés az illendő. Az este 18 órakor kezdődik, de Dél-Európa népeinél a nappal akár 21 óráig is elhúzódhat. Nyelvfilozófiai szempontból John Langshaw Austin szerint a köszönés performatívum megnyilatkozás, azaz nem leír valamit, hanem egyfajta szavakkal végzett cselekvés, kizárólag arra szolgál, hogy teljesítsünk vele egy udvariassági szokást, ezáltal beszédaktust hajtunk végre. Ebből a szempontból nem udvariatlanság a szokványostól eltérő napszakot említeni köszönéskor (hacsak nem szándékosan gúnyolódik valaki), és nincs jelentősége annak, hogy 9.59-kor, vagy 10.01-kor köszönünk jó reggelttel.

## A napszakok

### Éjfél
Az éjfél az éjszaka közepe, csillagászati szempontból a Nap alsó delelésének időpontjához van közel. Az éjfél az egyik naptári nap utolsó, a következő naptári nap első pillanatát jelentő időpontjelölés, így az éjfél két időpontot jelöl, lehet ugyanazon nap kezdetét, és végét is éjfélnek jelölni. A 24 órás időmérés szerint az éjfél az egyik nap 24. órája, egyszersmind a következő nap 0. órája. Ebből adódóan a 24:00 és a 00:00 ugyanazt az időpillanatot; magát az éjfélt jelöli. A kifejezés maga elsősorban nem is napszakot jelöl, hanem egy csillagászati-naptári pillanatot.

### Éjszaka
Más megnevezéssel: éj, éjjel. Kiterjesztett értelemben: az estétől reggelig tartó időszak, szűkebb értelemben: az az időszak, amit az élőlények többsége (így az ember is) alvással tölt. Pontos időmeghatározás nem adható, hiszen a napnyugta és a napkelte időpontja évszakonként eltérő.

### Hajnal
A hajnal (pirkadat) a napkelte körüli időszak; kora reggel. Általában az emberi bioritmus szempontjából a hajnal még nagyon korai időpontnak számít, amit a többség még alvással tölt.

### Reggel
A reggel a hajnal és délelőtt között, főleg a napfelkelte utáni időben eltelt időszak. A legtöbb ember számára a reggel az ébredés utáni – a tényleges napszaktól független – időszak.

### Délelőtt
A délelőtt (rövidítve régiesen d. e., manapság: de.) a delet megelőző, a napkeltétől délig tartó időszak. Angol nyelvterületen a 12 órás időformátumnál használatos rövidítése: a. m. valójában a latin ante meridiemből (dél előtt) ered.

### Dél
A dél valójában nem napszak, hanem időpillanat: a 12:00-t jelölő idő. Csillagászatilag azon pillanathoz van általában közel, amikor pályájának legmagasabb pontján áll a Nap. Kultúránkban a dél hagyományosan a főétkezés ideje, ezért értelmezése általában a pillanaton túlnyúlva a 12 óra teljes, 60 perces időtartamára vonatkozik.

### Délután
A dél és este közötti napszak.

### Alkonyat
Az alkonyat kevésbé napszak, mint inkább csillagászati fogalom: szürkületként a Napnak a látóhatár és a ‒18° közti tartózkodási helyét jelöli. A hétköznapokban az alkonyat inkább a délután része, illetve az egyre múló világosság időszakának végén estének is nevezzük.

### Este
A sötétedéstől az éjszaka kezdetéig tartó napszak. Általánosságban az emberek többségének az a még aktív időszaka, amit már sötétben tölt el. Az estét az éjjel, illetve éjszaka követi.